# Christopher Naseri Naseri
Christopher Naseri Naseri (ur. 5 kwietnia 1970 w Calabarze) – nigerski duchowny katolicki, biskup pomocniczy Calabaru od 2023.

## Życiorys

### Prezbiterat
Święcenia kapłańskie otrzymał 5 lipca 1997 i został inkardynowany do archidiecezji Calabaru. Przez kilka lat pracował duszpastersko, jednocześnie pełniąc funkcje m.in. sekretarza arcybiskupiego oraz wicekanclerza kurii. W latach 2003–2009 studiował na Papieskim Uniwersytecie Urbaniana, a po powrocie do kraju objął stanowisko wychowawcy w archidiecezjalnym seminarium. Od 2020 był wikariuszem w Marian Hill oraz wykładowcą uniwersytetu w Calabarze.

### Episkopat
1 maja 2023 papież Franciszek mianował go biskupem pomocniczym archidiecezji Calabaru, ze stolicą tytularną Gurza. Sakry udzielił mu 22 lipca 2023 arcybiskup Joseph Ekuwem.